# José Armando Castillo
José Armando Castillo (nacido como José Armando Cipriano Castillo, el 2 de abril de 1950 en Villa González, República Dominicana) conocido deportivamente como El Mago, es un lanzador de béisbol y de sóftbol molinete retirado de la Selección Nacional Dominicana. Ha sido medallista oro de sóftbol en varios Juegos Centroamericanos y del Caribe. Fue entrenador nacional de sóftbol y ha sido escogido como Softbolista del Siglo y exaltado al Corredor de los Atletas Meritorios de Santiago por la Asociación de Cronistas Deportivos de Santiago. En 2016 fue exaltado al Pabellón de la Fama del Deporte de Santiago, por el comité permanente de exaltación de atletas de Santiago (Comité de la Fama del Deporte).

## Historial deportivo en béisbol
En 1973, El Mago participó como lanzador de baseball en los primeros Juegos Centroamericanos y del Caribe de Segundas Ciudades en Ponce, Puerto Rico. En el mismo año, participó también como lanzador en los XXI Juegos Mundiales de Béisbol Amateur en La Habana, Cuba.

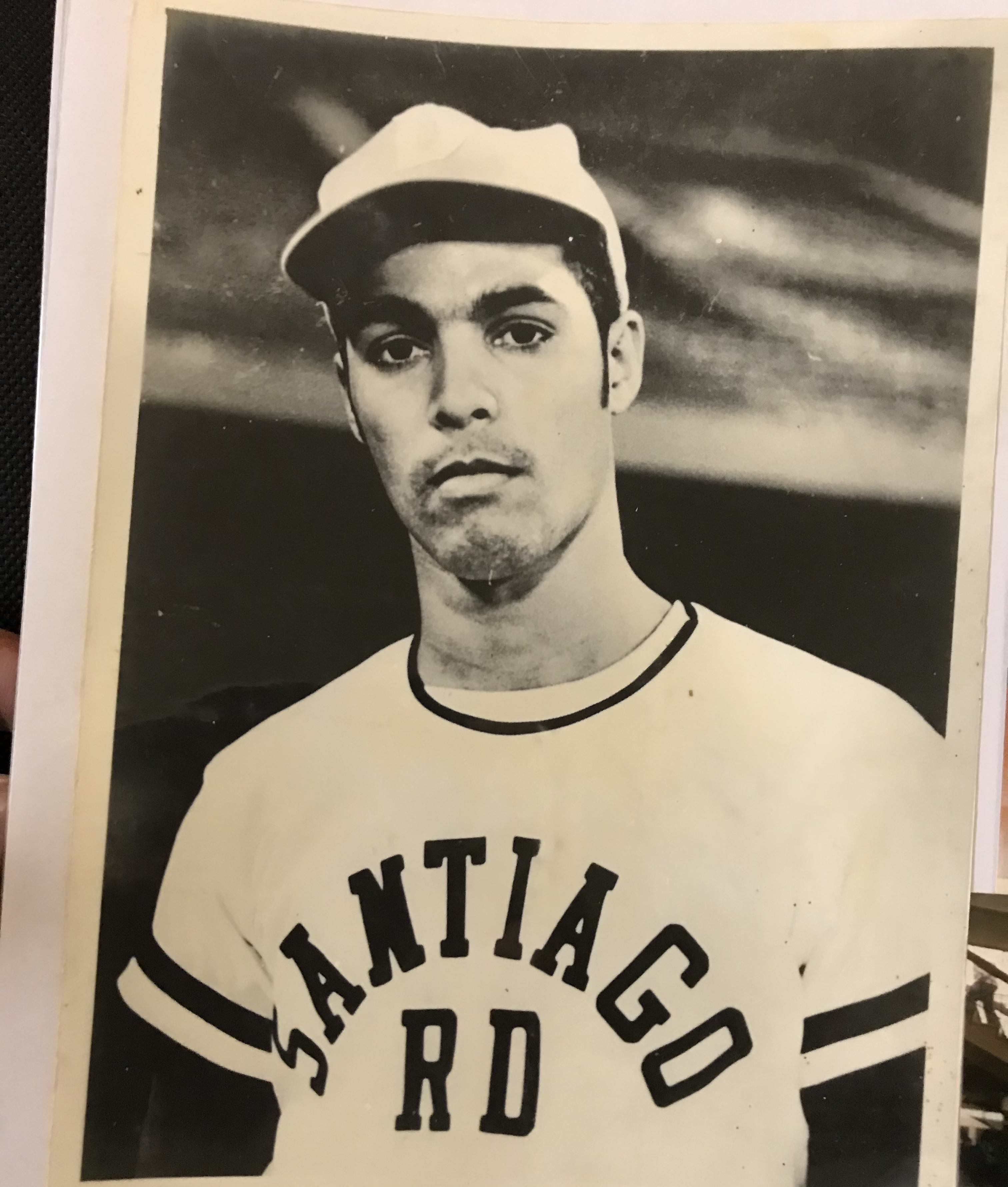
José Armando Castillo en el XXI Mundial de Béisbol en La Habana, Cuba, 1973

En 1974, Castillo fue parte de la selección que representó a República Dominicana en Guatemala, en un torneo amateur patrocinado por la Federación Mundial de Béisbol Amateur (FEMBA). La provincia de Santiago fue la que representó al país en dichos juegos.

## Historial deportivo en sóftbol molinete[3]
En 1977, José Armando Castillo participó en el primer torneo cuadrangular Renacimiento Internacional del Sóftbol Molinete, celebrado en la República Dominicana, con los equipos locales Manicero, Toshiba y Casino, y una selección de Puerto Rico y una de Curazao. El equipo Casino en el cual Castillo lanzaba resultó vencedor.
El Mago fue lanzador de la Selección Nacional de Sóftbol Molinete de República Dominicana, participando en los juegos Centroamericanos y del Caribe, celebrados en Medellín, Colombia (1978), en el Torneo Mundial de Sóftbol, celebrado en Ponce, Puerto Rico (1979) donde la República Dominicana clasificó por primera vez; así como en el Mundial de Sóftbol de Tacoma, Seattle, Estados Unidos (1980), y en los Juegos Centroamericanos de Sóftbol de Ponce, Puerto Rico (1980).
Continuando como lanzador de la Selección Nacional, participó además en los siguientes juegos internacionales, desempeñando un vital papel para el Deporte de la República Dominicana a medida que el país obtenía sus primeras medallas en sóftbol: Juegos de Campeones de Sóftbol del Caribe, en Maracay, Venezuela (1981), Juegos Centroamericanos de Sóftbol, Maracaibo, Venezuela (1981), obteniendo medalla de bronce, la primera medalla que gana República Dominicana en Sóftbol Molinete; Juegos Centroamericanos y del Caribe, en Cuba (1982), donde obtuvo medalla de bronce y fue seleccionado Mejor Lanzador del equipo Todo Estrellas;  Juegos Centroamericanos y del Caribe, Medellín/Cartagena, Colombia (1983), obteniendo medalla de oro. A raíz de estos juegos, José Armando Castillo fue elegido como entrenador de las Selecciones Nacionales Colombianas Masculina y Femenina, con miras a los Juegos Panamericanos.
Su rol distinguido como lanzador de la Selección Nacional Dominicana continuó. En 1983 fue seleccionado como Mejor Lanzador dentro de los Juegos Panamericanos, en Medellín, Colombia. En 1985 participó en el Mundial de Sóftbol, Michigan, Estados Unidos. Participó como refuerzo en los intercambios amistosos de los Juegos de Campeones del Caribe, para los equipos dominicanos Toshiba en Puerto Rico, y Manicero en Panamá.

Dentro del los Juegos Centroamericanos y del Caribe “Santiago ´86”, celebrados en Santiago, República Dominicana, José Armando Castillo tuvo el honor de pronunciar el Juramento Deportivo y de ser el abanderado de la Delegación Dominicana. Fue además el lanzador ganador del último partido de sóftbol para obtener la medalla de oro para la República Dominicana. Fue elegido como el Atleta Más Destacado de la Delegación Dominicana, por el entonces Presidente del Comité Olímpico Dominicano, Dr. José Joaquín Puello.

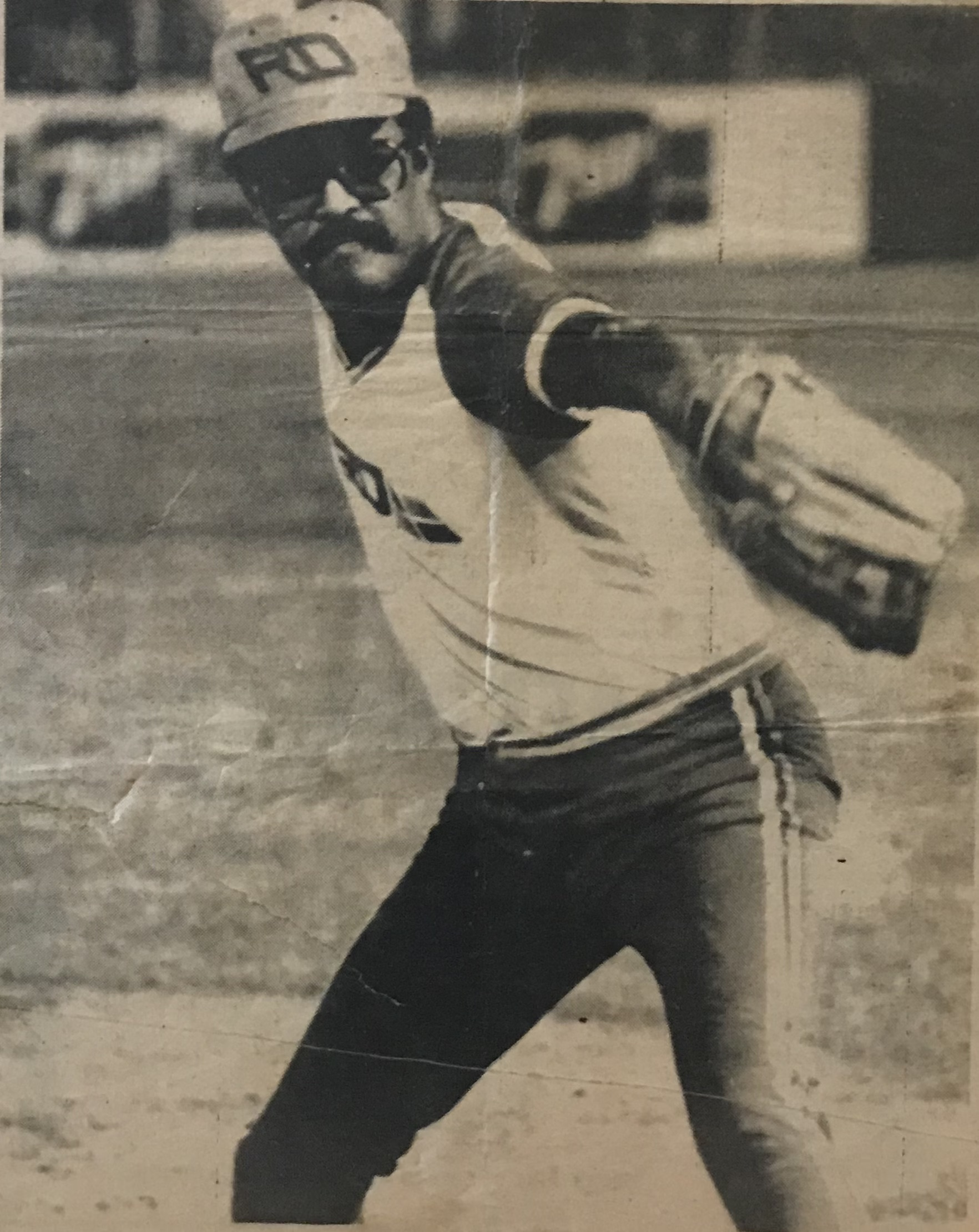
José Armando Castillo lanzando en los Juegos Centroamericanos y del Caribe Santiago ´86

En 1987 El Mago continuó con sus logros deportivos como lanzador de la Selección Nacional Dominicana de Sóftbol, ganando medalla de oro, invicto, en los Juegos de Sóftbol Centroamericanos y del Caribe, en la Ciudad de México, México. En ese mismo año, la selección de sóftbol de la ciudad de Santiago (el equipo Cabañas Palmar con refuerzos de Santo Domingo) representó a la República Dominicana en los Juegos de Campeones, en Valencia, Venezuela, ganando medalla de oro. En 1987 participó nuevamente como lanzador de la Selección Nacional de Sóftbol en los Juegos Panamericanos de Indianápolis, Estados Unidos, y en 1989 en los Juegos Panamericanos de Paraná, Argentina.
El Mago participó además en otros torneos y juegos amistosos internacionales, en Colombia, Estados Unidos, Venezuela y Cuba; y en su natal República Dominicana, como lanzador o como refuerzo en equipos como por ejemplo en Santiago: Yáskara, Piratas de Bermúdez, Los Latinos, Facipago, El Casino, El Casinito, Los Amigos; en San Pedro de Macorís: Unlimited; en La Romana: Central Romana; y en Santo Domingo: Manicero, Toshiba, Colchón King, Liga Félix Geraldino.

## Entrenador de sóftbol
Castillo fue Entrenador Nacional de Sóftbol, nombrado por la Federación Dominicana de Sóftbol y por la Secretaría de Estado de Deportes, desde mediados de los 1980´s hasta el año 2012; recorriendo varias ciudades y provincias del país tales como San Francisco de Macorís, Moca, La Vega, Puerto Plata, Mao, Bonao, Santo Domingo, entre otras.
Junto con los también destacados softbolistas de Santiago, Arturo Fermín y Luis Vargas, mantuvo activa de forma voluntaria por unos cinco años en la década del dos mil, una escuela de entrenamiento de softbol gratuito en Santiago, y con oferta de entrenamiento gratuito también en San José de las Matas, Conuco (Moca), Mao, entre otros.
Fue entrenador en 1983, por unos dos meses, de las Selecciones Nacionales Colombianas Masculina y Femenina, con miras a los Juegos Panamericanos. Cabe mencionar que dicha selección masculina logró vencer a la selección dominicana en dichos juegos.
Fue entrenador de las ligas de sóftbol del Centro Español Inc. de Santiago de los Caballeros desde 2011 hasta 2016. 

## Sobrenombre de "El Mago"
Aunque se podría pensar que el sobrenombre de El Mago le vino a raíz de su excepcional maestría en el lanzamiento, dicho sobrenombre le vino sin embargo de una creencia popular dominicana que dice que las personas cuyos padres mueren antes de ellos nacer tienen la capacidad de curar llagas bucales y labiales en niños, con tan sólo soplar los labios del niño afectado. 
Debido a que el padre de José Armando falleció antes de él nacer y como según se verificaba que los niños curaban cuando José Armando de cortesía les soplaba, recibió desde siempre el mencionado sobrenombre de El Mago. El propio José Armando ha contado que, aunque no siendo personalmente supersticioso, siempre le llevaban niños para que el los “ensalmara” de esta forma.

## Vida personal
Hijo de Ana Quisqueya Castillo y oriundo de Villa González, trabajó en la Compañía Anónima Tabacalera en Santiago de los Caballeros, desde 1970 hasta 1999, en el Departamento de Mecánica, y como supervisor de Promoción para Eventos Deportivos desde 1990; por lo que José Armando Castillo tuvo que alternar sus pasión por el deporte con las responsabilidades de un trabajo fijo a tiempo completo.
El Mago tiene tres hijos, José Vladimir, con Milagros Méndez; y Scarlett María y José Armando de su matrimonio con la exfuncionaria bancaria Daisy Agramonte. Actualmente está casado con la también destacada softbolista dominicana, Damaris Santos, con quien vive en Carolina del Norte, Estados Unidos.

## Discusión
Resulta muy extraño para muchos que hasta la fecha un deportista con las virtudes de José Armando Castillo no haya sido exhaltado al Pabellón de la Fama del Deporte Dominicano. 
Su carrera es excepcional al haber sido lanzador de la Selección Nacional Dominicana de Sóftbol que obtuvo las primeras medallas de oro y bronce (incluyendo oro invicto en México) en Juegos Centroamericanos y del Caribe para el país; y al haberse comprometido por más de 40 años al desarrollo del sóftbol y béisbol para las generaciones futuras a través de innumerables entrenamientos y representaciones por todo el país y en el extranjero.

## Distinciones
- El número 19, que fue el número de escuadra con el que jugó en la Selección Nacional de Sóftbol, fue retirado en su homenaje.
- Fue miembro de la Selección Nacional de Sóftbol desde el año 1978 hasta el 1991.
- Fue elegido como atleta más destacado por la Federación Dominicana de Sóftbol y el Comité Olímpico Dominicano los años 1982, 1983, 1985 y 1986.
- Fue seleccionado como atleta más destacado por la Asociación de Cronistas Deportivos de Santiago, República Dominicana, los años 1979, 1980, 1985, 1986, y 1991.
- En 1999 El Mago fue escogido como Softbolista del Siglo[12] y exaltado al Corredor de los Atletas Meritorios de Santiago, por la Asociación de Cronistas Deportivos de Santiago.
- En 2016 José Armando Castillo fue exaltado al Pabellón de la Fama del Deporte de Santiago, por el comité permanente (comité de la Fama del Deporte de Santiago) de exaltación de atletas de Santiago, República Dominicana.